# Биљег
Биљег је насеље у Србији у општини Мерошина у Нишавском округу. Према попису из 2022. било је 445 становника (према попису из 1991. било је 524 становника).Најстарија особа има 94 година Божидар Заакић.
Овде се налазе Црква Светог Николаја у Биљегу и ФК Младост 1976 Биљег.

## Име
По народном веровању име је добио по некој хрватској принцези која је живела на овим просторима. Организовала је такмичење у ношењу. Свако ко мисли да заслужује руку те принцезе треба да је однесе на леђима до врха "Биљешке Чуке" и када је дошао ред на сељака у ког је принцеза била заљубљен он је пошао али на пидножију брда је умро. И она је рекла: " НА ОВОМ МЕСТУ ЋЕ ОСТАТИ БИЉЕГ" (белег)

## Демографија
У насељу Биљег живи 414 пунолетних становника, а просечна старост становништва износи 41,7 година (40,0 код мушкараца и 43,5 код жена). У насељу има 154 домаћинства, а просечан број чланова по домаћинству је 3,42.
Ово насеље је углавном насељено Србима (према попису из 2002. године).
|  |

| Демографија | Демографија | Демографија |
| Година      | Становника  | Становника  |
| ----------- | ----------- | ----------- |
| 1948.       | 525         |             |
| 1953.       | 568         |             |
| 1961.       | 524         |             |
| 1971.       | 571         |             |
| 1981.       | 562         |             |
| 1991.       | 524         | 513         |
| 2002.       | 526         | 545         |
| 2011.       | 500         |             |

| Етнички састав према попису из 2002.‍ | Етнички састав према попису из 2002.‍ | Етнички састав према попису из 2002.‍ | Етнички састав према попису из 2002.‍ | Етнички састав према попису из 2002.‍ |
| ------------------------------------ | ------------------------------------ | ------------------------------------ | ------------------------------------ | ------------------------------------ |
|                                      |                                      |                                      |                                      |                                      |
| Срби                                 | Срби                                 |                                      | 445                                  | 84,60%                               |
| Роми                                 | Роми                                 |                                      | 78                                   | 14,82%                               |
| Словенци                             | Словенци                             |                                      | 1                                    | 0,19%                                |
| Македонци                            | Македонци                            |                                      | 1                                    | 0,19%                                |
| непознато                            | непознато                            |                                      | 1                                    | 0,19%                                |

| Година пописа     | 1948. | 1953. | 1961. | 1971. | 1981. | 1991. | 2002. |
| ----------------- | ----- | ----- | ----- | ----- | ----- | ----- | ----- |
| Број домаћинстава | 84    | 103   | 110   | 128   | 136   | 127   | 154   |

| Број чланова      | 1  | 2  | 3  | 4  | 5  | 6  | 7 | 8 | 9 | 10 и више | Просек |
| ----------------- | -- | -- | -- | -- | -- | -- | - | - | - | --------- | ------ |
| Број домаћинстава | 21 | 41 | 28 | 23 | 16 | 15 | 6 | 2 | 1 | 1         | 3,42   |

| Пол    | Укупно | Неожењен/Неудата | Ожењен/Удата | Удовац/Удовица | Разведен/Разведена | Непознато |
| ------ | ------ | ---------------- | ------------ | -------------- | ------------------ | --------- |
| Мушки  | 217    | 44               | 149          | 17             | 7                  | 0         |
| Женски | 208    | 18               | 151          | 33             | 5                  | 1         |
| УКУПНО | 425    | 62               | 300          | 50             | 12                 | 1         |

| Пол    | Укупно                    | Пољопривреда, лов и шумарство | Рибарство                            | Вађење руде и камена | Прерађивачка индустрија       |
| ------ | ------------------------- | ----------------------------- | ------------------------------------ | -------------------- | ----------------------------- |
| Мушки  | 124                       | 40                            | 0                                    | 0                    | 21                            |
| Женски | 62                        | 35                            | 0                                    | 0                    | 6                             |
| УКУПНО | 186                       | 75                            | 0                                    | 0                    | 27                            |
| Пол    | Производња и снабдевање   | Грађевинарство                | Трговина                             | Хотели и ресторани   | Саобраћај, складиштење и везе |
| Мушки  | 3                         | 23                            | 1                                    | 0                    | 10                            |
| Женски | 0                         | 0                             | 2                                    | 0                    | 1                             |
| УКУПНО | 3                         | 23                            | 3                                    | 0                    | 11                            |
| Пол    | Финансијско посредовање   | Некретнине                    | Државна управа и одбрана             | Образовање           | Здравствени и социјални рад   |
| Мушки  | 1                         | 1                             | 5                                    | 4                    | 1                             |
| Женски | 0                         | 0                             | 0                                    | 1                    | 1                             |
| УКУПНО | 1                         | 1                             | 5                                    | 5                    | 2                             |
| Пол    | Остале услужне активности | Приватна домаћинства          | Екстериторијалне организације и тела | Непознато            | Непознато                     |
| Мушки  | 5                         | 0                             | 0                                    | 9                    | 9                             |
| Женски | 1                         | 0                             | 0                                    | 15                   | 15                            |
| УКУПНО | 6                         | 0                             | 0                                    | 24                   | 24                            |